# Gioacchino I di Costantinopoli
Gioacchino I (in greco Ιωακείμ Α΄?; XV secolo – 1504) è stato un arcivescovo ortodosso greco, patriarca ecumenico di Costantinopoli dal 1498 al 1502 e per un breve periodo nel 1504.

## Biografia
Prima che diventasse patriarca di Costantinopoli, Gioacchino era metropolita di Drama, giovane e non particolarmente istruito, ma molto abile nelle questioni ecclesiastiche. Nell'autunno del 1498 fu eletto patriarca con il sostegno del re Costantino II di Georgia, prendendo il posto di Nefone II che a sua volta era sostenuto dai sovrani di Valacchia. La Georgia era un paese cristiano indipendente dall'impero ottomano e semi-autonomo da un punto di vista religioso, ma che poteva applicare un'influenza notevole sulle elezioni patriarcali.  
Gioacchino raccolse molta popolarità tra i fedeli: mentre era in viaggio per la Georgia per raccogliere fondi, il metropolita di Selimbria offrì al sultano mille pezzi d'oro per essere nominato patriarca al posto di Gioacchino, ma i fedeli raccolsero lo stesso importo e lo pagarono al Sultano per evitare la deposizione di Gioacchino. Nella primavera del 1502, Gioacchino fu deposto da Bayezid II quando quest'ultimo scoprì che il patriarca aveva ordinato la costruzione di una chiesa cristiana senza il suo permesso. 
Dopo la deposizione di Gioacchino, il nuovo patriarca eletto fu di nuovo Nefone II, che tuttavia rifiutò la carica. I sovrani della Valacchia cambiarono la loro preferenza sostenendo ora Pacomio I, che fu eletto all'inizio del 1503 e regnò per circa un anno, fino all'inizio del 1504 quando i sostenitori di Gioacchino raccolsero 3500 pezzi d'oro per restaurarlo sul trono (500 pezzi in più del normale compenso pagato al Sultano per ogni elezione patriarcale). 
Il secondo patriarcato di Gioacchino durò solo pochi mesi: poco dopo essere stato eletto, si diresse verso il nord nel tentativo di ristabilire relazioni amichevoli con i suoi nemici politici, ma sia Radu IV di Valacchia che Bogdan III di Moldavia si rifiutarono di riconciliarsi con lui. Gioacchino morì nel 1504 durante il suo soggiorno in Valacchia, a Târgoviște o a Drista, e gli successe nuovamente Pacomio I.